# ベルハンマー
ベルハンマー（英: Bell Hammer）とは、日本のメーカー・スズキ機工株式会社が2011年から発売しているシリーズ潤滑剤と添加剤の総称である。

## 開発歴史
スズキ機工株式会社の社長鈴木豊は自動機械の専門業者として、機械装置のメンテナンスには高性能な『潤滑剤』は不可欠だと考えた。2010年から専門業者とスズキ機工が共同で銅板腐食と極圧性能などの試験を行い、潤滑剤の開発を開始。2011年に金属摩擦低減を通じて、機械の延命をサポートする高性能潤滑剤として、発売開始。

## テレビ放送
- 2015年5月、TBS「がっちりマンデー!![4]」にて放映
- 2015年6月、TBS「王様のブランチ」『視聴率ランキング』にて放映
- 2015年7月、読売テレビ「あさパラ!」にて放映
- 2015年9月、TBS「あさチャン!」番組提供枠にてテレビCM放送開始
- 2016年3月、フジテレビ「ノンストップ!」『お助け仕分け人』にて放映
- 2016年4月、テレビ東京「ワールドビジネスサテライト」にて放映
- 2016年6月、TBS「Nスタ」で放映
- 2020年10月、チバテレ「踊る!チバテレYAGURA」にて放映
- 2022年4月、BSテレ東「グロースの翼」にて放映